# Осот болотяний
Осот болотяний (Cirsium palustre) — вид трав'янистих рослин родини айстрові (Asteraceae), поширений у Європі й Азії. У Канаді та на півночі США це введений вид, який став інвазивним. Етимологія: лат. palustris — «болотяний».

## Опис
Дворічна або однократно квітуча багаторічна трава заввишки 50–150(300) см. Коріння мочкувате. Стебла від нерозгалужених до розгалужених на верхівці, крилаті, колючі, рифлені, шерстисті, зазвичай темно-червонуваті. Листки перисто-роздільні, з 2–3-лопатевими частками, павутинисто-повстяні, на краях із короткими шипуватими віями; лопаті й зубці листя і крила стебел закінчуються тонкими буро-світло-жовтими колючками 1–5 мм довжиною. Обгортка1 яйцеподібна, досить густо-паутиниста, буро-пурпурова. Від малої до значної кількості квіткових голів розміром 1–1.5 см зібрані в густих скупченнях. Квітки пурпурові (іноді білі або рожеві), відгин віночка менше ніж до середини 5-роздільний. Папуси 9–11 мм. Сім'янкоподібні плоди від рудувато-коричневого до солом'яного забарвлення, 2.5–3.5 мм з комірами 0.1–0.2 мм, блискучі. Квіти відвідує широкий спектр комах.

## Поширення
Азія: Казахстан, Росія; Європа: Білорусь, Естонія, Латвія, Литва, Молдова, Україна, Австрія, Бельгія, Чехія, Німеччина, Угорщина, Нідерланди, Польща, Словаччина, Швейцарія, Данія, Фарерські острови, Фінляндія, Ірландія, Норвегія, Швеція, Велика Британія, Албанія, Боснія і Герцеговина, Хорватія, Італія, Чорногорія, Румунія, Сербія, Словенія, Франція, Португалія, Іспанія. Введено: Португалія — Азорські острови, Нова Зеландія, Канада, Сент-П'єр і Мікелон, США. 
Населяє болота, вологі ліси, луки, пасовища, канави, береги, ріллю, парові землі, скельні басейни. Індикатор вологих і глинистих земель.
В Україні зростає на болотах і заболочених луках — на б. ч. території, крім Степу і Криму.

## Галерея

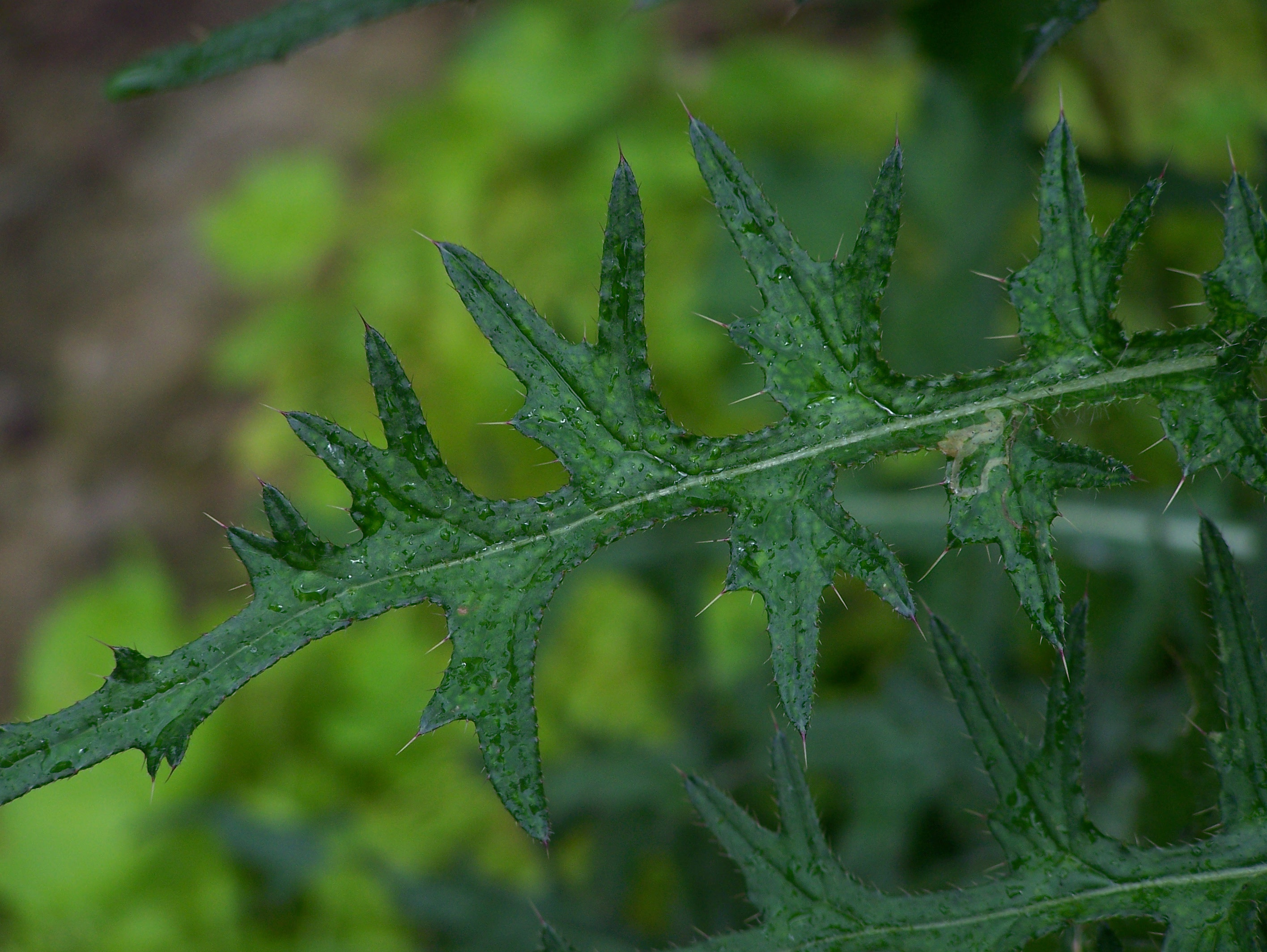
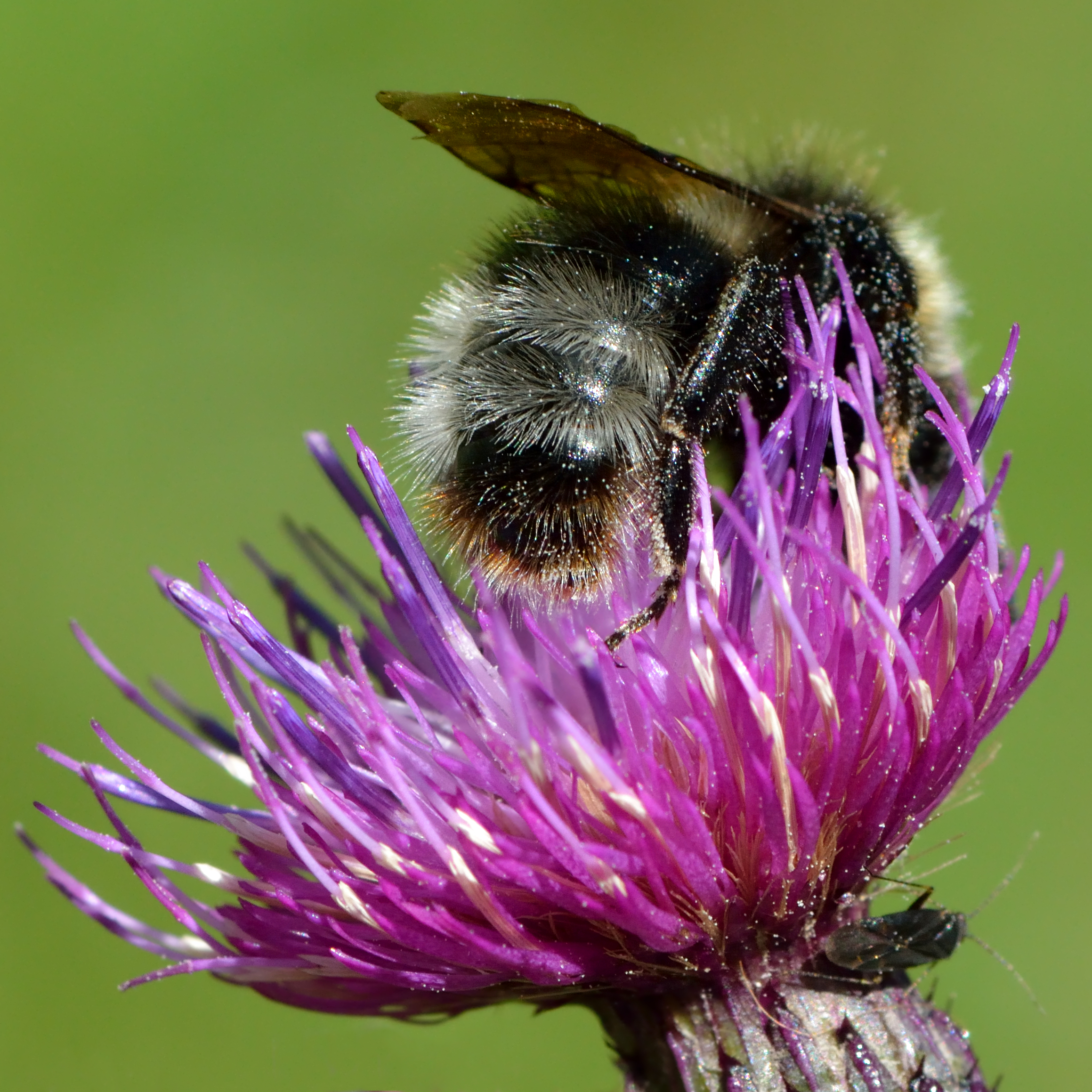
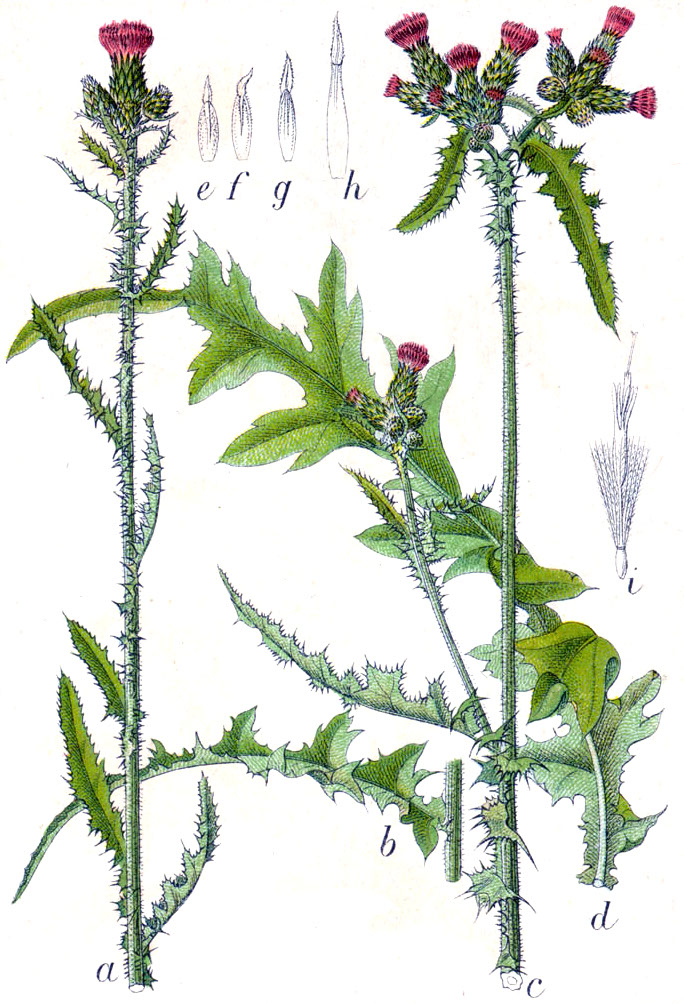